# Zentralpolygonale Zahlen

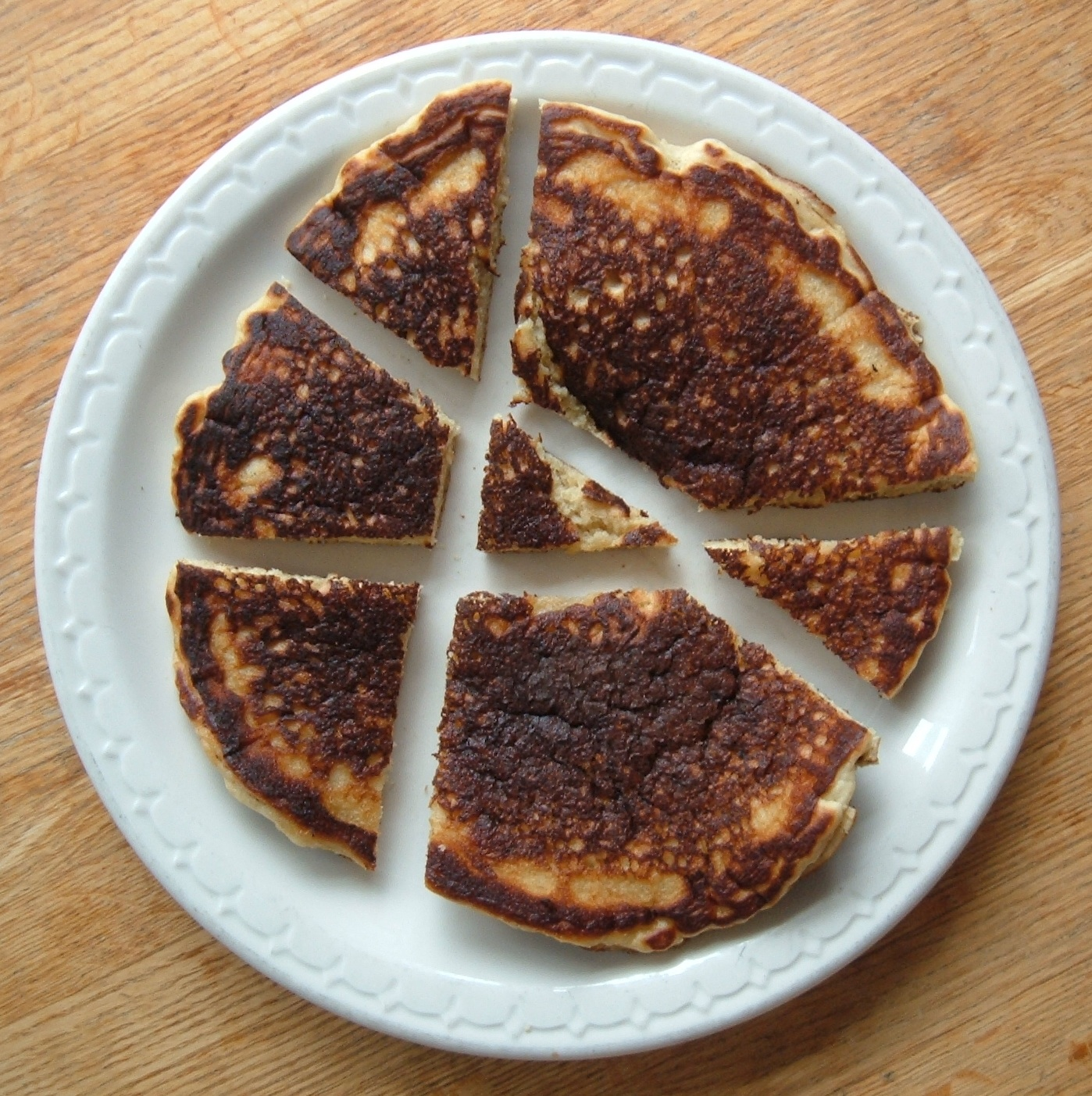
Pfannkuchen: Mit drei Schnitten wurden es sieben Stücke

Die zentralpolygonalen Zahlen oder im englischen Sprachraum auch Zahlenfolge des faulen Kellners (Lazy caterer's sequence) genannt, bezeichnet die maximale Anzahl von Stücken eines Kuchens (Diskus), die mit einer vorgegebenen Anzahl von Schnitten erreicht werden kann.

## Formel
Die maximale Zahl {\displaystyle p} an Kuchenstücken kann erschaffen werden durch die vorgegebene Zahl an Schnitten {\displaystyle n}, wobei dieses größer gleich null sein muss.
{\displaystyle p={\frac {n^{2}+n+2}{2}}}
Auch diese Darstellung ist möglich
{\displaystyle p=1+{\binom {n+1}{2}}={\binom {n}{0}}+{\binom {n}{1}}+{\binom {n}{2}}}.
Es ergibt sich folgende Zahlenreihe, beginnend mit {\displaystyle n=0}:
1, 2, 4, 7, 11, 16, 22, 29, 37, 46, 56, 67, 79, 92, 106, 121, 137, 154, 172, 191, 211, …(Folge A000124 in OEIS)
Durch Subtraktion der Zahl 1 wird aus der Folge der zentralpolygonalen Zahlen die Folge der Dreieckszahlen.

## Beweis

Die maximale Anzahl von Stücken mit möglichst wenig Schnitten ergibt die Zahlenreihe des faulen Kellners.

Für {\displaystyle n=0} gilt für die Zahl der Stücke {\displaystyle p=1} (ganzer Kuchen).
Durch einen (beliebigen) Schnitt ({\displaystyle n=1}) erhöht sich die Zahl der Stücke um 1 auf {\displaystyle p=2}.
Für den {\displaystyle n}-ten Schnitt ({\displaystyle n>1}) erreicht man die maximale Anzahl von Stücken dadurch, dass die neue Schnittlinie alle bisher vorhandenen {\displaystyle n-1} Schnittlinien im Inneren schneidet; dabei darf die neue Schnittlinie nicht durch einen Kreuzungspunkt schon vorhandener Schnittlinien gehen. Auf diese Weise erhöht sich durch den {\displaystyle n}-ten Schnitt die Zahl der Stücke um {\displaystyle n}.
Insgesamt ergibt sich damit für die Anzahl der Stücke
{\displaystyle p=1+\left(1+2+\ldots +(n-1)+n\right)}.
Drückt man die Summe in der Klammer durch die gaußsche Summenformel aus, so erhält man
{\displaystyle p=1+{\frac {n(n+1)}{2}}={\frac {2+n(n+1)}{2}}={\frac {n^{2}+n+2}{2}}},
wodurch die Behauptung bewiesen ist.